# Гай Атилий Серан
Вижте пояснителната страница за други личности с името Гай Атилий Серан.
Гай Атилий Серан (на латински: Gaius Atilius Serranus) e политик на Римската република през 2 век пр.н.е.
Той е вероятно син на Гай Атилий Регул (консул 257 и 250 пр.н.е.) и баща на Авъл Атилий Серан (консул 170 пр.н.е.).
Атилий е претор през 218 пр.н.е. по времето на втората пуническа война. Той помага успешно на другия претор Луций Манлий Вулзон в боевете против боите.
През 216 пр.н.е. e кандидат за консул. 